# I Thought I'd Seen Everything
"I Thought I'd Seen Everything" é uma canção escrita por Bryan Adams, Robert Lange e Eliot Kennedy, gravada por Bryan Adams.
É o primeiro single do álbum 11. O vídeo foi realizado por Andrew MacNaughtan e Bryan Adams.

## Paradas
| Parada (2008)        | Posição |
| -------------------- | ------- |
| Adult contemporary   | 21      |
| Hungria              | 30      |
| Ö3 Austria Top 40    | 41      |
| Canadian Hot 100     | 47      |
| Swiss Music Charts   | 52      |
| Media Control Charts | 55      |
| Dinamarca            | 2       |
| UK Singles Chart     | 146     |